# 4052-es busz
A 4052-es jelzésű autóbuszvonal Berente és Tardona között húzódó helyközi vonal, amelyet a Volánbusz Zrt. üzemeltet Kazincbarcika érintésével.

## Útvonala
Berentebányáról (Berente központja) indul. A községben az Esze Tamás utca felé halad, majd a 26-os főútat 2 kilométeren belül éri el. Az itt található bányagépjavító is végállomás a vonalon. Balra kanyarodik Kazincbarcika irányába, majd a BorsodChem mellett robogva 6 percen belül már Borsod-Abaúj-Zemplén megye 3. legnagyobb városában tartózkodik. Elsősorban a Szent Flórián teret érinti, majd a temető felé megy, illetve a központi iskola és városháza megállókat szolgálja ki. A kórház felől közelíti meg az autóbusz-állomást. Innen Tardona felé veszi az irányt a Tardonai úton, a város Herbolya városrészén és egy jó 7 kilométeres erdős szakaszon túl éri el a hegyekkel körbevett községet. Az út során nem minden esetben érint minden megállót (lásd: naranccsal, melyek nem minden alkalommal érintettek). A falu sportpálya fordulójánál végállomásozik, egyedüli eljutást biztosít a munkanapi egy. 4154-es busz általi indításon kívül.

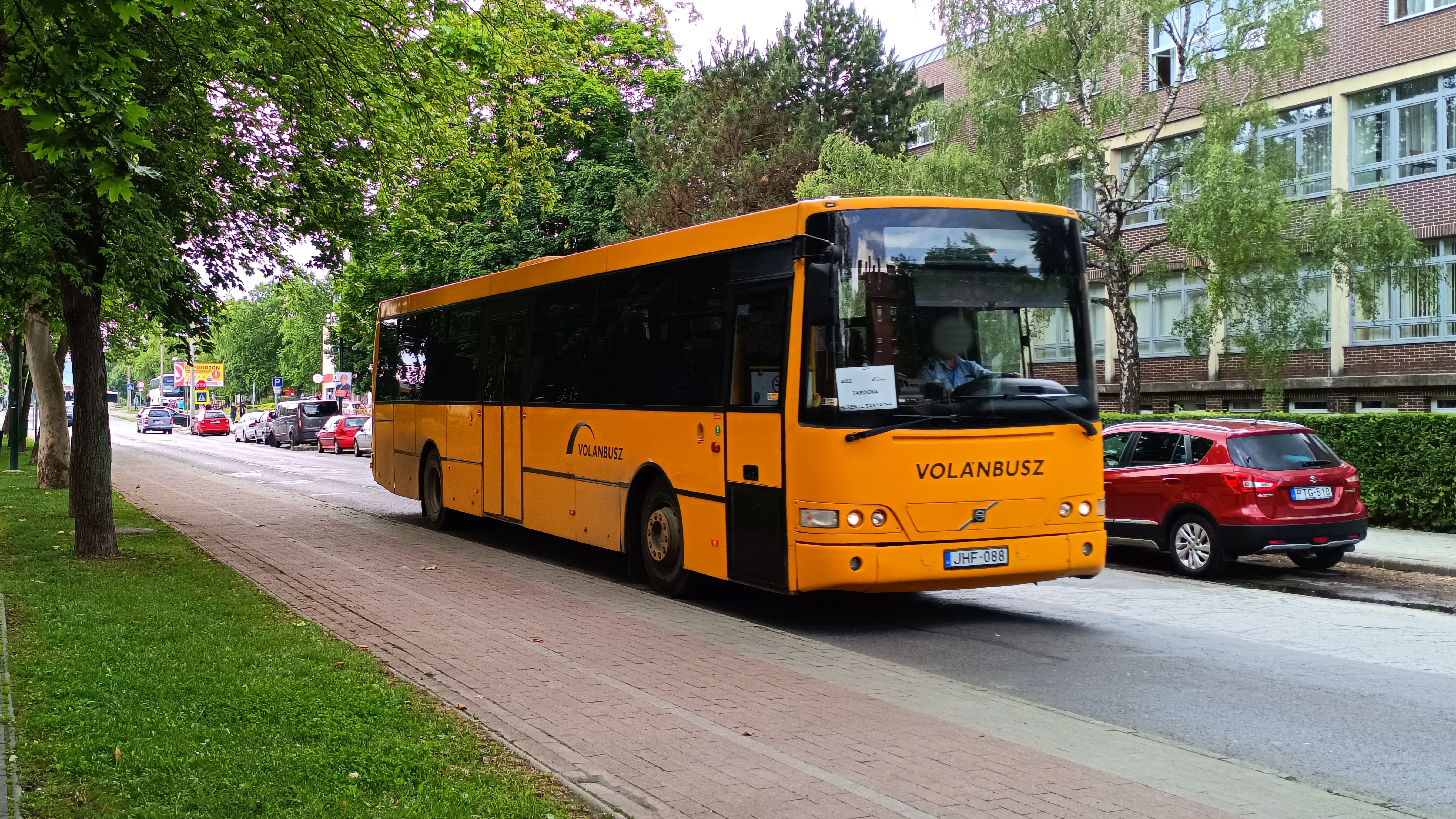
Alfa Regio autóbuszok is a vonalon közlekedők közé tartoznak

Ellentétes irányban útvonala változatlan, szintúgy fellelhetőek amolyan gyorsjáratok.

## Közlekedése
Indításszáma magas, legnagyobb arányban Kazincbarcika és Tardona között közlekedik. Kizárólag szólók szolgálják ki. Az autóbusz-állomáson Miskolc felől/felé autóbuszos kapcsolat biztosított (3765-ös vonal).
| Viszonylat                                                        | Indításszám     | Közlekedési rend                             |
| ----------------------------------------------------------------- | --------------- | -------------------------------------------- |
| Berentebánya – Tardona, sportpálya aut. ford.                     | 3 pár           | munkanapokon                                 |
| Berentebánya – Tardona, sportpálya aut. ford.                     | 4 pár           | hétvégén                                     |
| Berente, Bányagépjavító üzem – Tardona, sportpálya aut. ford.     | 1 pár           | munkanapokon                                 |
| Kazincbarcika, Szent Flórián tér – Tardona, sportpálya aut. ford. | 1 oda, 3 vissza | munkanapokon                                 |
| Kazincbarcika, aut. áll. – Tardona, sportpálya aut. ford.         | 7 oda, 5 vissza | munkanapokon                                 |
| Kazincbarcika, aut. áll. – Tardona, sportpálya aut. ford.         | 4 pár           | szabadnapokon                                |
| Kazincbarcika, aut. áll. – Tardona, sportpálya aut. ford.         | 4 pár           | nyári időszámítás alatt munkaszüneti napokon |
| Kazincbarcika, aut. áll. – Tardona, sportpálya aut. ford.         | 3 pár           | téli időszámítás alatt munkaszüneti napokon  |

## Megállóhelyei
| A megállóban nem minden járat áll meg. |                                                                          |         | |
| 0                                      | Berentebánya végállomás                                                  | 0.0 km  | 4046, 4047, 4048 |
| 1                                      | Berente, kultúrház                                                       | 0.5 km  | 4046, 4047, 4048 |
| 2                                      | Berente, Esze Tamás utca 36.                                             | 0.8 km  | 4046, 4047, 4048 |
| 3                                      | Berente, Dissous üzem                                                    | 1.9 km  | 4046, 4047, 4048 |
| ∫                                      | Berente, Bányagépjavító üzem vonalközi végállomás                        | ∫       | 3756, 3763, 3764, 3765, 3770, 3773, 4045, 4046, 4048, 4049, 4050, 4058, 4061, 4062, 4063, 4067, 4070, 4075, 4081, 4082 |
| 4                                      | Berente, PVC gyár bejárati út                                            | 3.1 km  | 1369, 1384, 1410, 1411 3756, 3763, 3764, 3765, 3766, 3767, 3769, 3770, 3773, 4045, 4046, 4047, 4048, 4050, 4058, 4061, 4062, 4063, 4067, 4070, 4075, 4081, 4082                                                                               |
| 5                                      | Kazincbarcika, BorsodChem IV. kapu                                       | 4.5 km  | 1369, 1384 3756, 3763, 3764, 3765, 3770, 3773, 4045, 4046, 4047, 4048, 4050, 4058, 4061, 4062, 4063, 4067, 4070, 4075, 4081, 4082 |
| 6                                      | Kazincbarcika, Volán-telep                                               | 5.5 km  | 3756, 3763, 3764, 3765, 3770, 3773, 4045, 4046, 4047, 4048, 4050, 4058, 4061, 4062, 4063, 4067, 4070, 4075, 4081, 4082 |
| 7                                      | Kazincbarcika, Szent Flórián tér autóbusz-váróterem vonalközi végállomás | 5.9 km  | 1054, 1369, 1384, 1410, 1411 3756, 3763, 3764, 3765, 3766, 3767, 3769, 3770, 3772, 3773, 4040, 4041, 4043, 4044, 4045, 4046, 4047, 4048, 4050, 4059, 4061, 4063, 4065, 4066, 4067, 4069, 4070, 4075, 4079, 4080, 4081, 4082, 4083, 4084, 4194 |
| 8                                      | Kazincbarcika, temető                                                    | 6.8 km  | 3756, 3763, 3764, 3765, 3766, 3767, 3770, 3772, 3773, 4040, 4041, 4044, 4046, 4047, 4048, 4050, 4059, 4063, 4065, 4066, 4067, 4069, 4070, 4075, 4080, 4082, 4083, 4084                                                                        |
| 9                                      | Kazincbarcika, központi iskola                                           | 7.5 km  | 3756, 3763, 3764, 3765, 3770, 3772, 3773, 4040, 4041, 4044, 4047, 4048, 4050, 4059, 4060, 4063, 4065, 4067, 4069, 4070, 4075, 4080, 4082, 4083, 4084                                                                                          |
| 10                                     | Kazincbarcika, városháza                                                 | 7.9 km  | 3 1369, 1384, 1410, 1411 3756, 3763, 3764, 3765, 3770, 3772, 3773, 4040, 4041, 4044, 4047, 4048, 4050, 4059, 4060, 4063, 4065, 4067, 4069, 4070, 4075, 4080, 4082, 4083, 4084                                                                 |
| 11                                     | Kazincbarcika, kórház                                                    | 8.3 km  | 3 1054 3408, 3756, 3763, 3764, 3765, 3770, 3772, 3773, 4040, 4041, 4044, 4047, 4048, 4050, 4057, 4059, 4060, 4065, 4066, 4069, 4070, 4075, 4080, 4082, 4083, 4084, 4153                                                                       |
| 12                                     | Kazincbarcika, Ifjúmunkás tér                                            | 8.7 km  | 3 3408, 3756, 3763, 3764, 3765, 3770, 3772, 3773, 4040, 4041, 4044, 4047, 4048, 4050, 4057, 4059, 4060, 4065, 4066, 4069, 4070, 4075, 4080, 4082, 4083, 4084, 4153                                                                            |
| 13                                     | Kazincbarcika, autóbusz-állomás vonalközi végállomás                     | 9.5 km  | 3, 9 1054 3408, 3756, 3763, 3764, 3765, 3766, 3767, 3770, 3772, 3773, 4040, 4041, 4046, 4047, 4048, 4050, 4057, 4059, 4060, 4065, 4066, 4069, 4070, 4075, 4080, 4082, 4083, 4084, 4154                                                        |
| 14                                     | Kazincbarcika, ÉRV irodaház                                              | 10.2 km | 9 3765, 3767, 4060, 4069 |
| 15                                     | Kazincbarcika, Tardonai út 1.                                            | 10.8 km | 3765, 3767, 4060, 4069 |
| 16                                     | Kazincbarcika, Vécsetal-tanya                                            | 11.4 km | 4B 3765, 3767, 4060, 4069 |
| 17                                     | Kazincbarcika, Gábor Áron utca                                           | 11.8 km | 4B 3765, 3766, 3767, 4060, 4069 |
| 18                                     | Kazincbarcika (Herbolya), kultúrház bejárati út                          | 12.2 km | 4B 3765, 3766, 3767, 4060, 4069 |
| 19                                     | Kazincbarcika (Herbolya), erdészház                                      | 12.9 km | 4B 3765, 3766, 3767, 4060, 4069 |
| 20                                     | Kazincbarcika, Herbolya Tervtáró                                         | 13.7 km | 4B 3765, 3767, 4069 |
| 21                                     | Tardonavölgy, kiskertek                                                  | 14.7 km | 4154 |
| 22                                     | Ibolyásvölgy                                                             | 15.5 km | 4154 |
| 23                                     | Billatáró üdülő bejárati út                                              | 16.8 km | 4154 |
| 24                                     | Gergelykút                                                               | 17.9 km | 4154 |
| 25                                     | Hidegkút                                                                 | 18.8 km | 4154 |
| 26                                     | Rózsatanya                                                               | 19.5 km | 4154 |
| 27                                     | Tardona, élelmiszerbolt                                                  | 21.1 km | 4154 |
| 28                                     | Tardona, italbolt                                                        | 21.5 km | 4060, 4154 |
| 29                                     | Tardona, sportpálya autóbusz-forduló végállomás                          | 22.2 km | – |